# Saint-Médard-de-Mussidan
Saint-Médard-de-Mussidan (okzitanisch: Sent Meard de Moissídan) ist eine französische Gemeinde in der Region Aquitanien mit 1.619 Einwohnern (Stand: 1. Januar 2022). Sie liegt im Département Dordogne. Die Gemeinde gehört zum Kanton Vallée de l’Isle im Arrondissement Périgueux. Die Einwohner werden Mussidanais de Saint-Médard genannt.

## Geografie
Saint-Médard-de-Mussidan liegt im Périgord Blanc (Weißes Périgord) am südlichen Ufer der Isle. Umgeben wird Saint-Médard-de-Mussidan von den Nachbargemeinden Saint-Martin-l’Astier im Norden, Saint-Front-de-Pradoux im Nordosten, Mussidan im Osten, Les Lèches im Südosten, Saint-Géry im Süden, Beaupouyet im Westen und Südwesten sowie Saint-Laurent-des-Hommes im Westen und Nordwesten.
Durch die Gemeinde führen die Autoroute A89 und die frühere Route nationale 89 (heutige D6089).

## Bevölkerungsentwicklung
| Jahr                       | 1962 | 1968 | 1975 | 1982 | 1990 | 1999 | 2006 | 2012 | 2018 |
| Einwohner                  | 1153 | 1327 | 1540 | 1644 | 1600 | 1512 | 1636 | 1711 | 1708 |
| Quellen: Cassini und INSEE |      |      |      |      |      |      |      |      |      |

## Sehenswürdigkeiten
- Kirche Saint-Médard
- Herrenhaus La Moze, früheres Kartäuserkloster
- Schloss Longua mit Park aus dem 19. Jahrhundert, Kapelle aus dem 15. Jahrhundert, Monument historique seit 2002/2004
- Schloss Bassy, heute Klinik

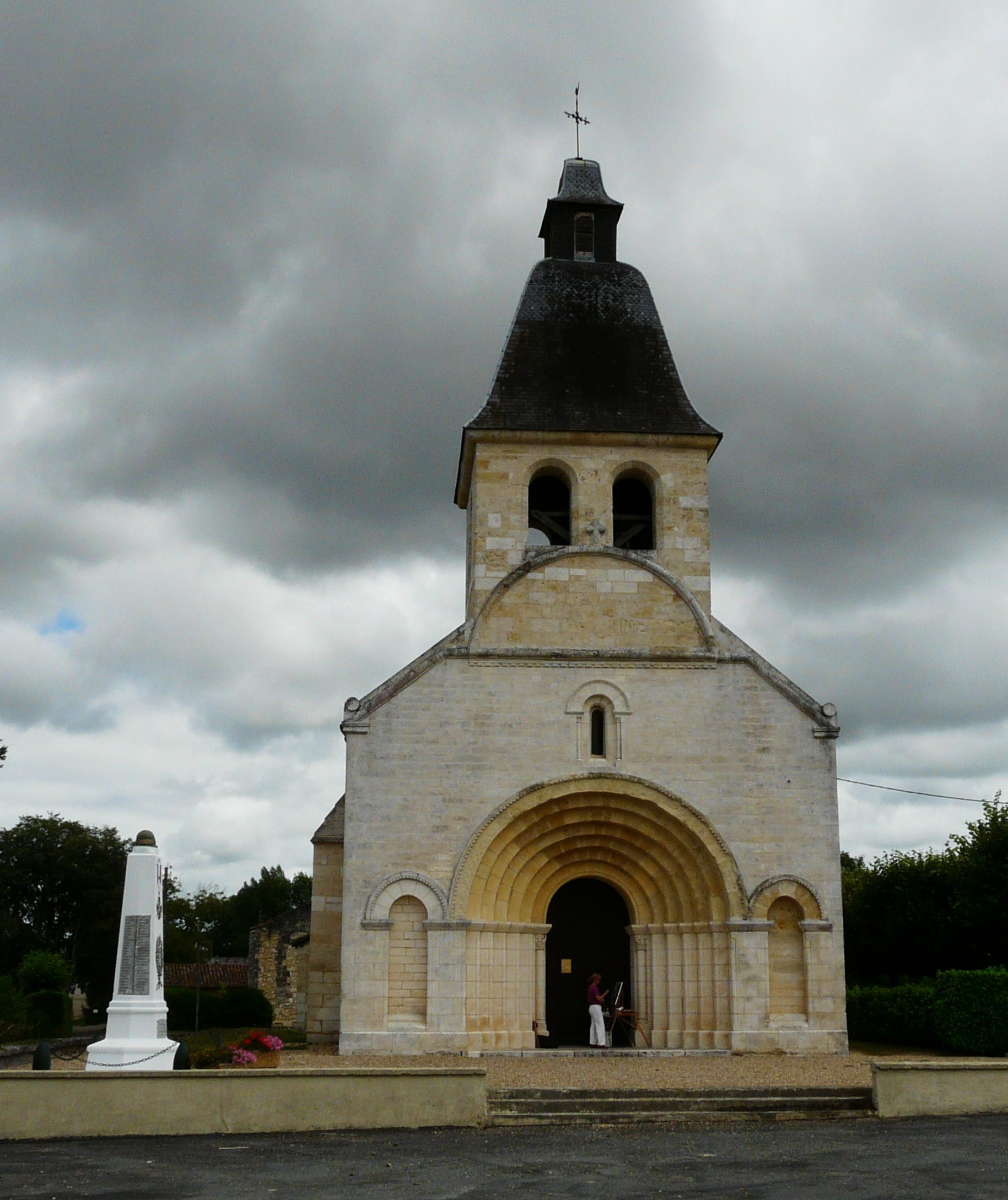
Kirche Saint-Médard
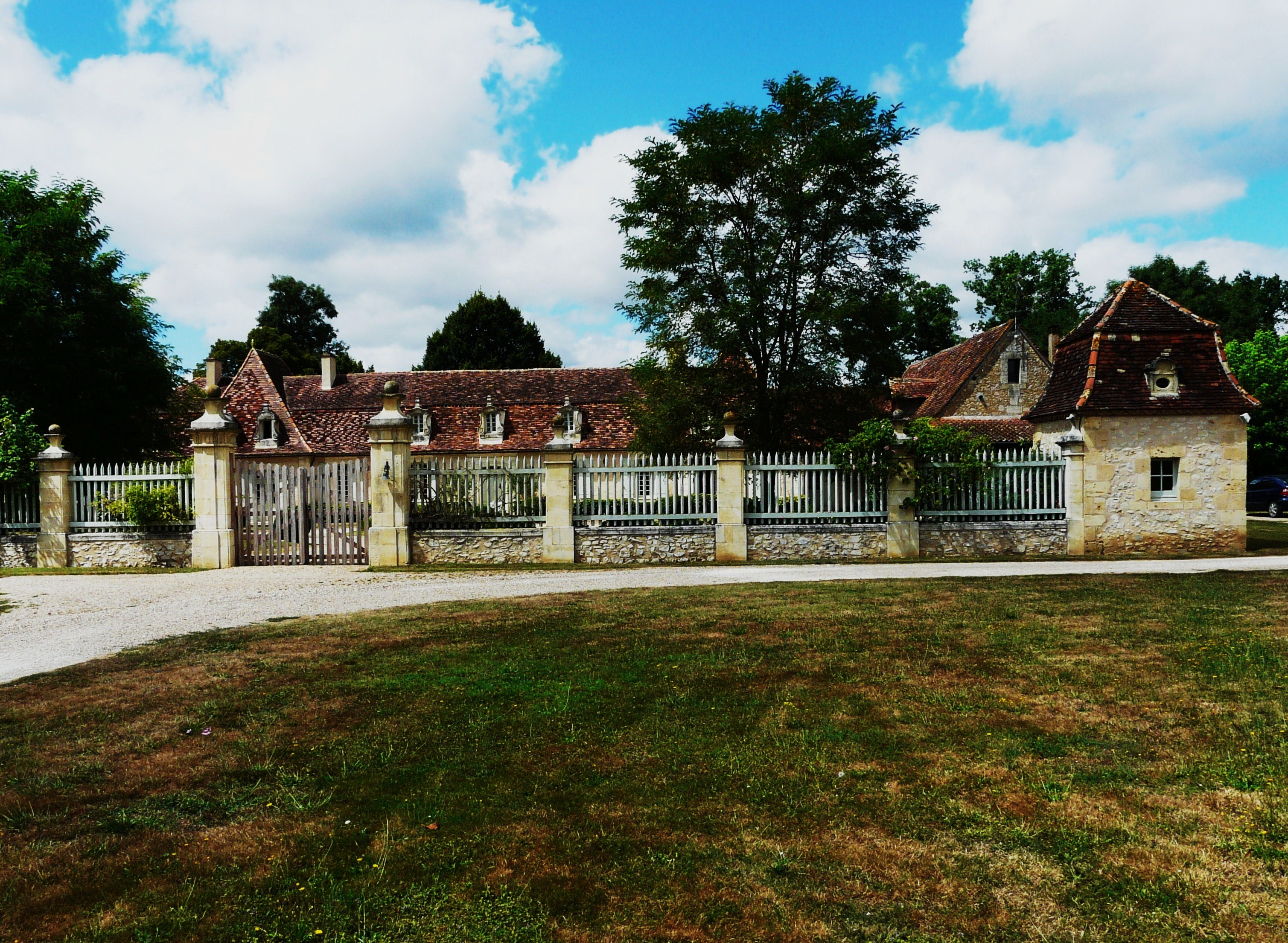
Herrenhaus Le Moze
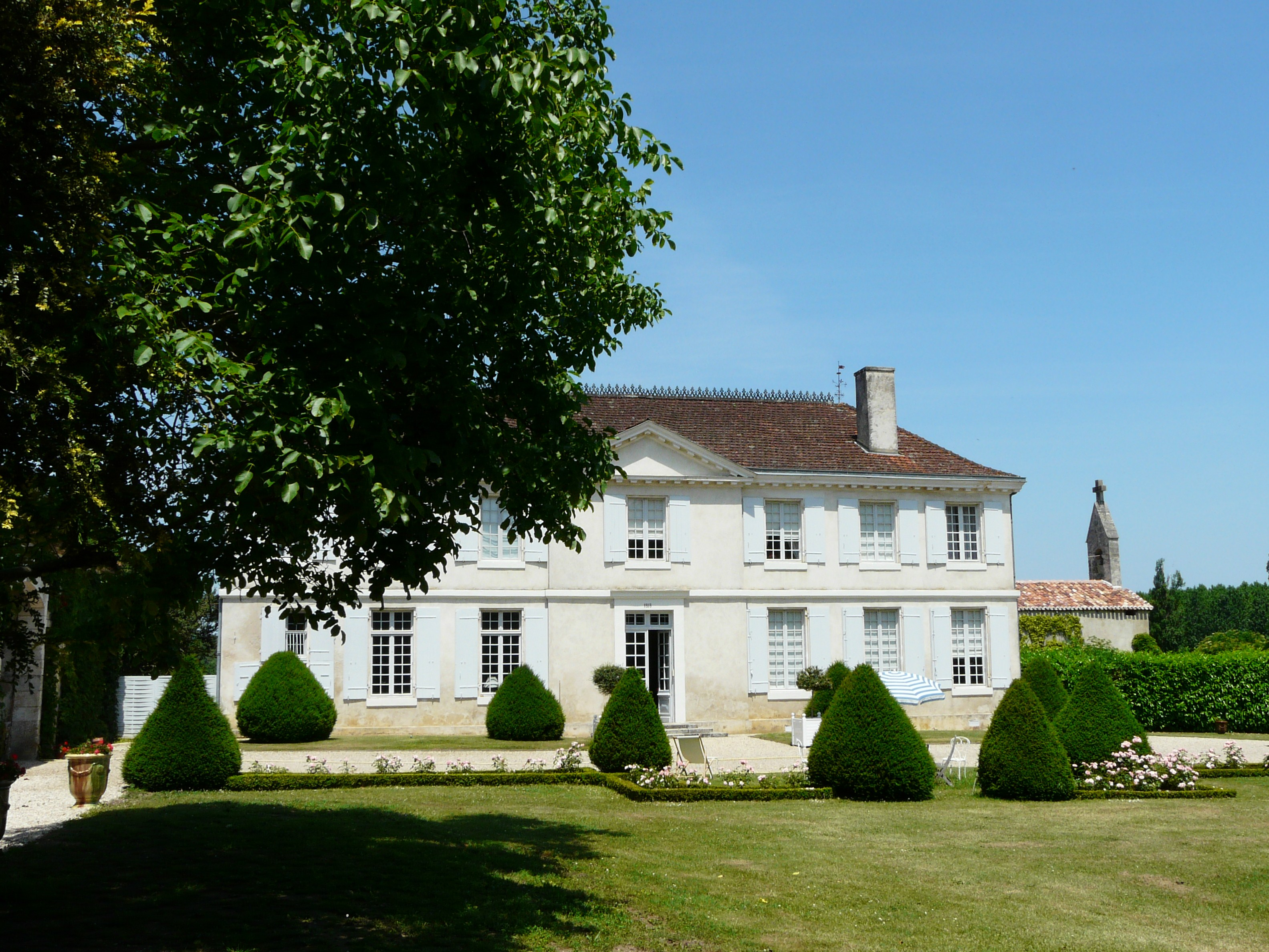
Schloss Longua
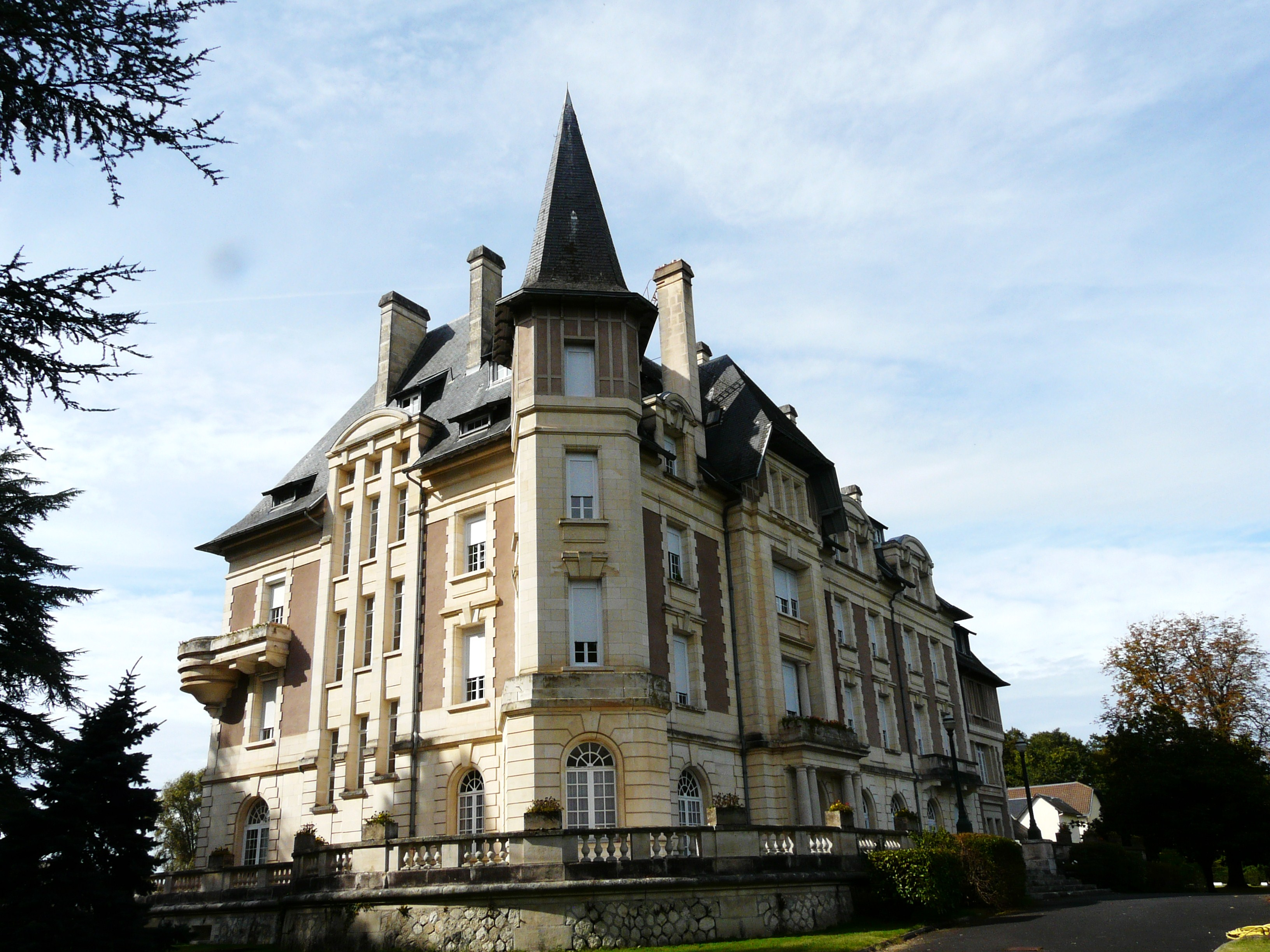
Schloss Bassy